# Bordeaux
Bordeaux (pronuncia /borˈdo/ o /borˈdɔ/; in francese [bɔʁˈdo]; in guascone Bordèu, pron. [burˈðɛw]) è un comune francese di 254 436 abitanti, capoluogo del dipartimento della Gironda e della regione della Nuova Aquitania. L'area metropolitana è la sesta più popolosa del paese e conta 1 247 977 abitanti (2017). La città, attraversata dalla Garonna, fa parte della Guascogna ed è famosa in tutto il mondo per l'omonimo vino, il Bordeaux, oltre che per l'omonima razza canina.
Nel 2007 l'UNESCO ha definito il centro storico della città un patrimonio dell'umanità, per un totale di 347 edifici (è la più grande città protetta del mondo). Il nome deriva dall'antica città romana di Burdigala.

## Geografia fisica

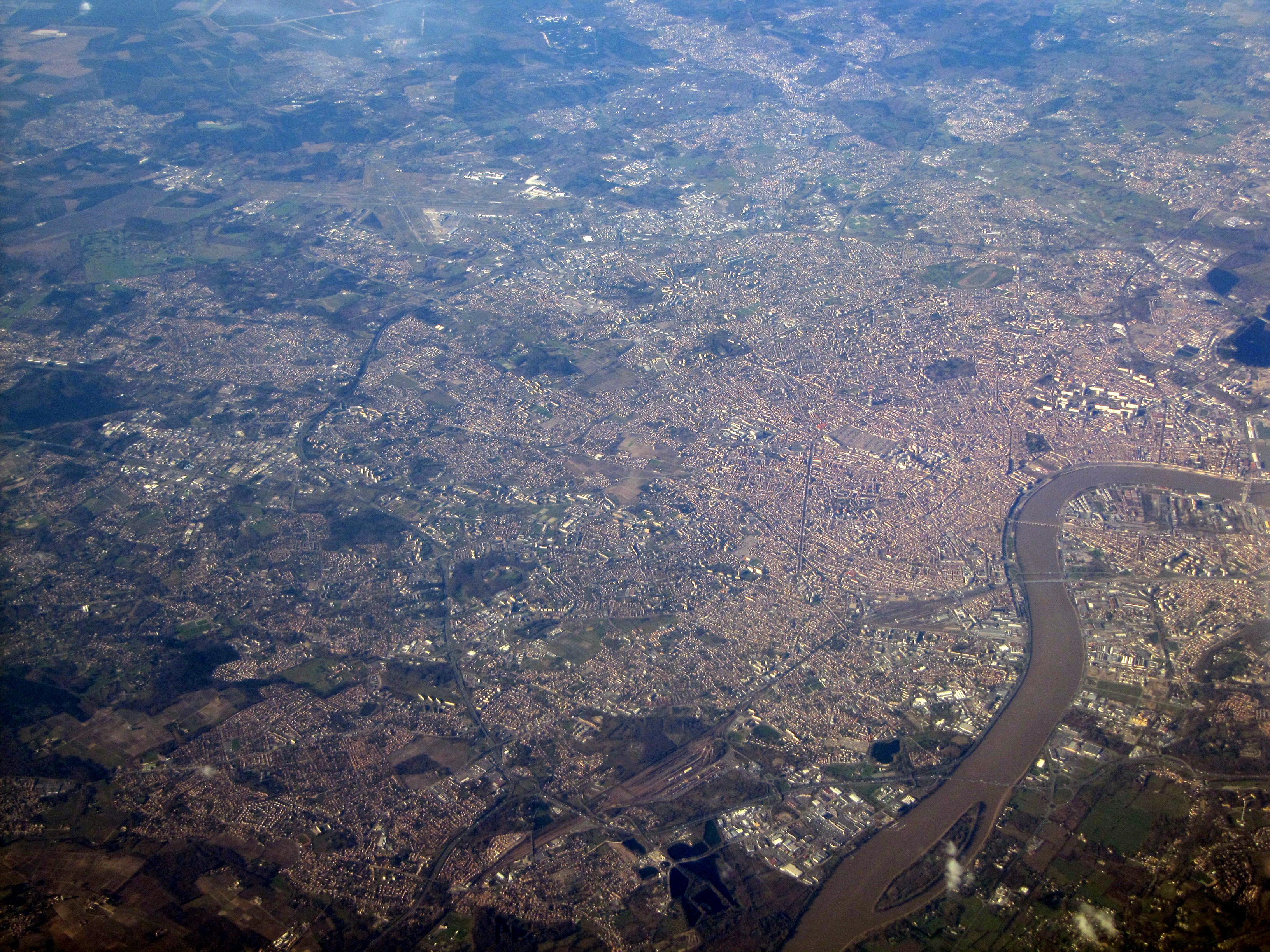
Veduta aerea

La città si affaccia sull'Oceano atlantico ed è un portuale accessibile alle grandi navi anche se la maggior parte di esse si ferma più a valle sulla Gironda, principalmente sul Verdon. Possiede l'ultimo ponte sulla Garonna, il ponte d'Aquitania; al di là, la Garonna, poi la Gironda, sono superabili solo dai traghetti.
Dopo un periodo di rapido spopolamento e di importanti lavori di rinnovamento dei quartieri più antichi come quello di Mériadeck, la popolazione della città si è stabilizzata. Allo stesso tempo, l'agglomerato si è sempre sviluppato ad un ritmo veloce, vista la forte urbanizzazione, notoriamente legata al fatto che le abitazioni dell'agglomerato della città eccedono raramente due, tre livelli, compresi nei sobborghi vicini al centro della città.
Dopo aver abbandonato un progetto di metropolitana automatica di tipo VAL, Bordeaux si è dotata di una o più rete di tram, inaugurata il 21 dicembre 2003, la cui particolarità è l'assenza di fili aerei nelle zone turistiche (sistema di alimentazione a terra o APS). Attualmente tali linee tramviarie sono quattro (contrassegnate con le lettere A, B, C e D) e raggiungono i comuni dell'hinterland di Bordeaux, compreso Mérignac, dove ha sede l'aeroporto della città.

### Clima
Il clima della città è tipicamente atlantico, piuttosto umido, con precipitazioni presenti in ogni stagione ma più probabili tra l'autunno e l'inverno. Tuttavia bisogna dire che per la sua posizione geografica, trovandosi in una zona pianeggiante lontana quanto basta dal mare per non essere influenzata dal fenomeno dei venti atlantici, soprattutto in primavera e in estate, Bordeaux presenta giornate torride con temperature che non di rado superano i 35 °C in estate. Il 26 giugno 2011 la città ha sfiorato i 40 °C in una giornata davvero rovente. In casi come questi l'umidità è molto bassa e questo consente alle temperature di aumentare anche sensibilmente. Pertanto bisogna dire che pur essendo vicina all'oceano, in condizioni di bel tempo ha delle caratteristiche climatiche simili alle zone della Costa Azzurra. Durante l'autunno e l'inverno, invece, la città è spesso spazzata da correnti fredde da ovest provenienti dall'oceano con consistenti apporti precipitativi.

## Storia
Il primo nome di Bordeaux fu Burdigala, in epoca romana. A livello linguistico, l'appellativo del periodo latino potrebbe essere un nome basco-aquitano: in tali lingue, infatti, Burdi significherebbe ferro, mentre Gala fonte. Burdigala potrebbe quindi significare Fonte du fer ("fonte del ferro" o "fusione del ferro"), indicando un luogo in cui si sarebbero forgiate armi, utensili e/o altri oggetti d'uso quotidiano. Il nome si sarebbe in seguito evoluto in Bordigala, poi in Bordale in basco, Bordèu in guascone e infine in Bordeaux in francese.

### Origini
Bordeaux fu fondata nel III secolo a.C. col nome di Burdigala dai Bituriges Vivisques (letteralmente "Bituriges spostati"), un popolo gallico della regione di Bourges. La prima ubicazione è situata sulla foce della Devèze, un affluente della Garonna, vicino all'estuario della Gironda. La nascita di Burdigala non è legata alle qualità del luogo, poiché, città di sbocco fluviale situata su di un'altura del tavolato delle Lande, fu a lungo circondata da paludi pestilenziali. Si trattava all'epoca di un emporium, ossia un centro del commercio con l'estero, che controllava le rotte dello stagno e del piombo tra i porti gallici della Loira e la Repubblica romana.
Dopo l'arrivo dei romani, Burdigala si sviluppò e finì per diventare una delle città più opulente della Gallia. Nel III secolo tolse perfino a Mediolanum Santonum (Saintes) il titolo di capitale amministrativa della provincia d'Aquitania. La città fu particolarmente prospera sotto la dinastia dei Severi (193-235), durante la quale inglobava anche il monte giudaico, attuale quartiere Saint-Sernin. Nel 276, tuttavia, la città fu saccheggiata dai Vandali e si rinchiuse nelle sue mura.
La fama di Bordeaux continuò a brillare per quasi un secolo, resa illustre dai suoi poeti cristiani (Ausonio, 309-394) e santi (Paolino di Nola, 353-431). Questo periodo di prosperità di Burdigala fu però interrotto da diverse invasioni: i Vandali nel 409, i Visigoti nel 414 e i Franchi nel 498. Nel X secolo la città fu infine saccheggiata anche dai Normanni, sprofondando quindi in un lungo periodo di oscurità.

### Periodo inglese
Occorre attendere il XII secolo perché Bordeaux ritrovi il suo splendore. In seguito al matrimonio di Eleonora d'Aquitania (già sposa di Luigi VII) con Enrico II d'Inghilterra nel 1154, la città diventa inglese e lo resterà per tre secoli, così come l'Aquitania, il cui nome in Inglese diventa la Guyenne. In questo periodo Bordeaux s'ingrandisce e si dota d'una seconda cerchia muraria. Nel corso del XIII secolo Bordeaux ricomincia a prosperare grazie al commercio del sale con l'Inghilterra: è in quest'epoca che viene costruita la cattedrale Saint-André. Il suo arcivescovo, Bertrand de Got, diventa papa sotto il nome di Clemente V nel 1305.
Dal 1362 al 1372, sotto il regno di Edoardo il Principe Nero, Bordeaux diventa capitale di uno Stato indipendente, ma il Principe Nero dovette rinunciare al proprio progetto di rendere la Guyenne Stato sovrano.

### Ritorno alla Francia
Nel 1453, in seguito alla battaglia di Castillon, la città ridiventa un possedimento francese e la guerra dei Cent'Anni volge al termine. Ma la città non apprezza molto la tutela del re di Francia. Al fine di sorvegliare la città divenuta ostile, il re Carlo VII fa edificare a Bordeaux il châteaux Trompette (castello Tromba) e il fort du Hâ (castello di Hâ). Il commercio di vino con l'Inghilterra s'interrompe e la città perde di colpo la fonte principale della sua prosperità. Nel 1462, il re Luigi XI rende alla città la sua libertà dandole un Parlamento. Bayonne e Caen nello stesso anno divennero "fiere franche". Un editto del 1481 garantiva che tutte le merci provenienti dal retroterra e destinate a Inghilterra, Spagna, Portogallo, Navarra, Fiandre e Bretagna dovessero passare per Bordeaux.
Nel 1581, Montaigne diventa sindaco di Bordeaux. La città si placa e trova una nuova fonte di profitto nel commercio del pastello di Garonna.
Durante le lotte della Fronda tra la nobiltà francese e il re, i borghesi bordolesi formano la Congiura de l'Ormée. È solo nel 1653, dopo che il giovane Luigi XIV fece il suo ingresso nella città sottomessa con le armi, che Bordeaux accetterà infine di far parte del regno di Francia.
Nel 1680, Jean-Baptiste Braneyre, notaio reale a Bordeaux, acquistò una parte del domaine Beychevelle e divenne il primo proprietario dello Château Branaire-Ducru, conscio delle grandi virtù che quei terreni erano in grado di infondere al vino rosso.

### La rinascita portuale
Bordeaux conosce il suo secondo apogeo dalla metà del XVII secolo fino alla Rivoluzione francese. Questa prosperità è dovuta di nuovo al suo porto. La città, commercia il vino, ma anche lo zucchero coloniale e gli schiavi. In effetti, Bordeaux, così come Nantes, si è arricchita molto grazie al commercio triangolare. Gli arcivescovi, gli intendenti e i governatori sistemati dal Re, abbelliscono la città, prosciugano i sobborghi paludosi e insalubri e sistemano i vecchi bastioni. Gli intendenti Tourny e Boucher faranno, in scala minore, ciò che farà 100 anni dopo il barone Haussmann a Parigi.

L'architetto Nicolas Portier costruisce, al posto delle porte fortificate della vecchia città, degli archi di trionfo maestosi come la Porte d'Aquitaine (Porta d'Aquitania) (Piazza della Vittoria), la Porte Dijeaux (Piazza Gambetta/Rue Porte Dijeaux), la Porte de la Monnaie (Porta della Moneta) (Quai de la Monnaie) o ancora la Porte de Bourgogne (Porta di Borgogna) (Place Bir-Hakeim). La città si dota anche di un'Opera costruita da Victor Louis.

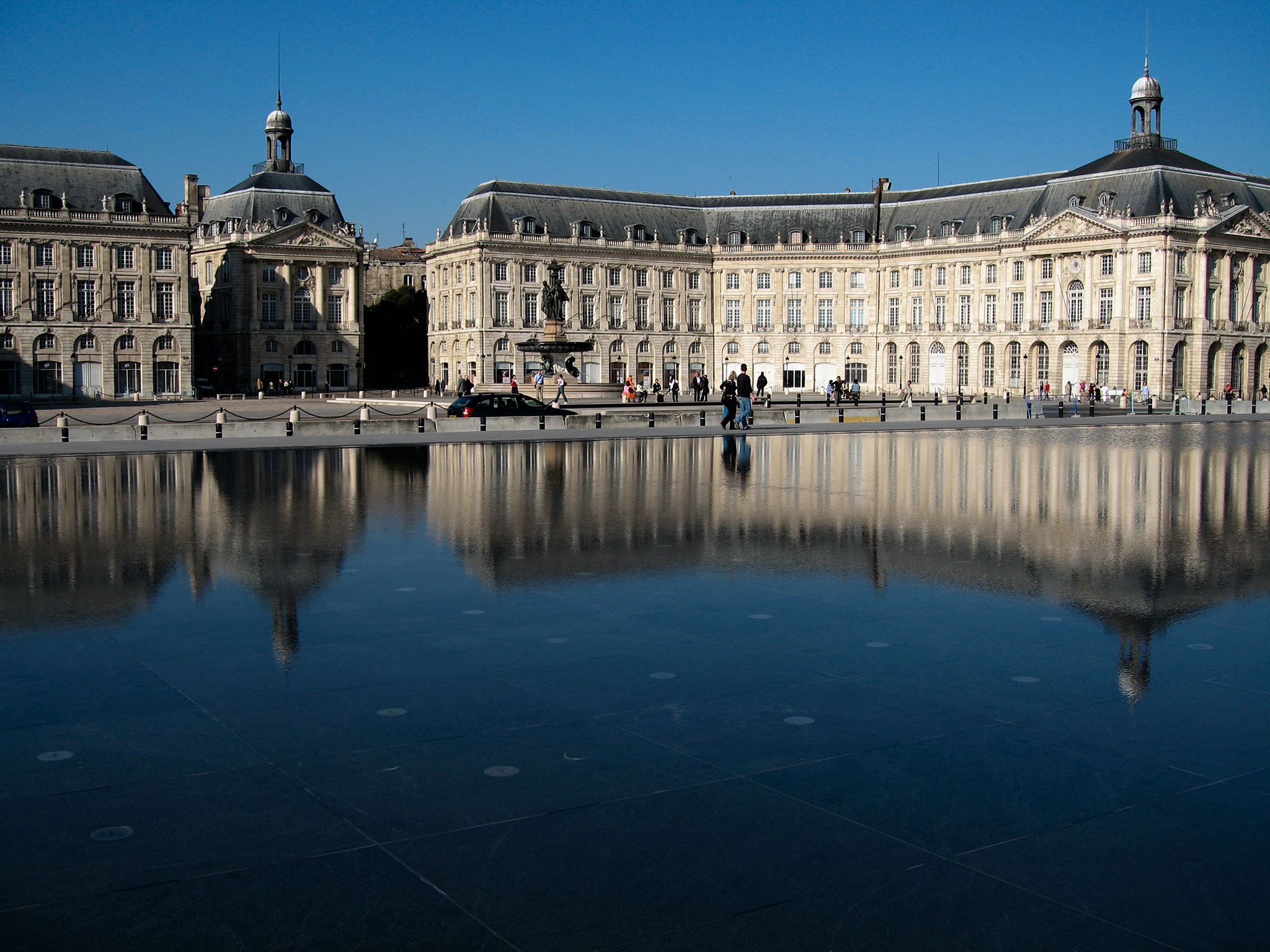
La Piazza della Borsa, concepita da Gabriel nel Settecento

L'architetto di Luigi XV Gabriel crea su richiesta di Tourny il Jardin Public (Giardino Pubblico), voluto come uno spazio verde e un alto luogo di passeggiata che incontrò molto presto il favore dei bordolesi. Gabriel costruì anche la vetrina della città: Place de la Bourse (Piazza della Borsa), un insieme settecentesco nello stile di Versailles che dà sui lungofiumi e che fu voluta come scrigno alla statua equestre del re Luigi XV, statua fusa nel 1792 e rimpiazzata più tardi dalla fontana delle Tre Grazie di Visconti. La città diventerà una delle capitali europee dell'illuminismo di cui Montesquieu fu il precursore.

### La rivoluzione
Bordeaux soffrì molto durante la rivoluzione e l'impero. In effetti, durante questi tre periodi, la città non poté più commerciare attraverso l'Atlantico. La città pensò allora a rivoltarsi sull'appello dei deputati girondini, ma Tallien vi fece regnare il terrore. Quando il primo impero crollò, la città fu la prima ad accogliere i principi della casa di Borbone. Il periodo rivoluzionario rese obbligatorio il dottorato; a partire dal 1824, l'ingresso alla scuola esigeva il baccalauréat (baccalaureato). Le tre scuole nel XIX secolo ebbero un'alta reputazione, spesso indicate sotto il nome di Écoles de Santé Navale (Scuole di Salute Navale).

### Commercio ed industrializzazione

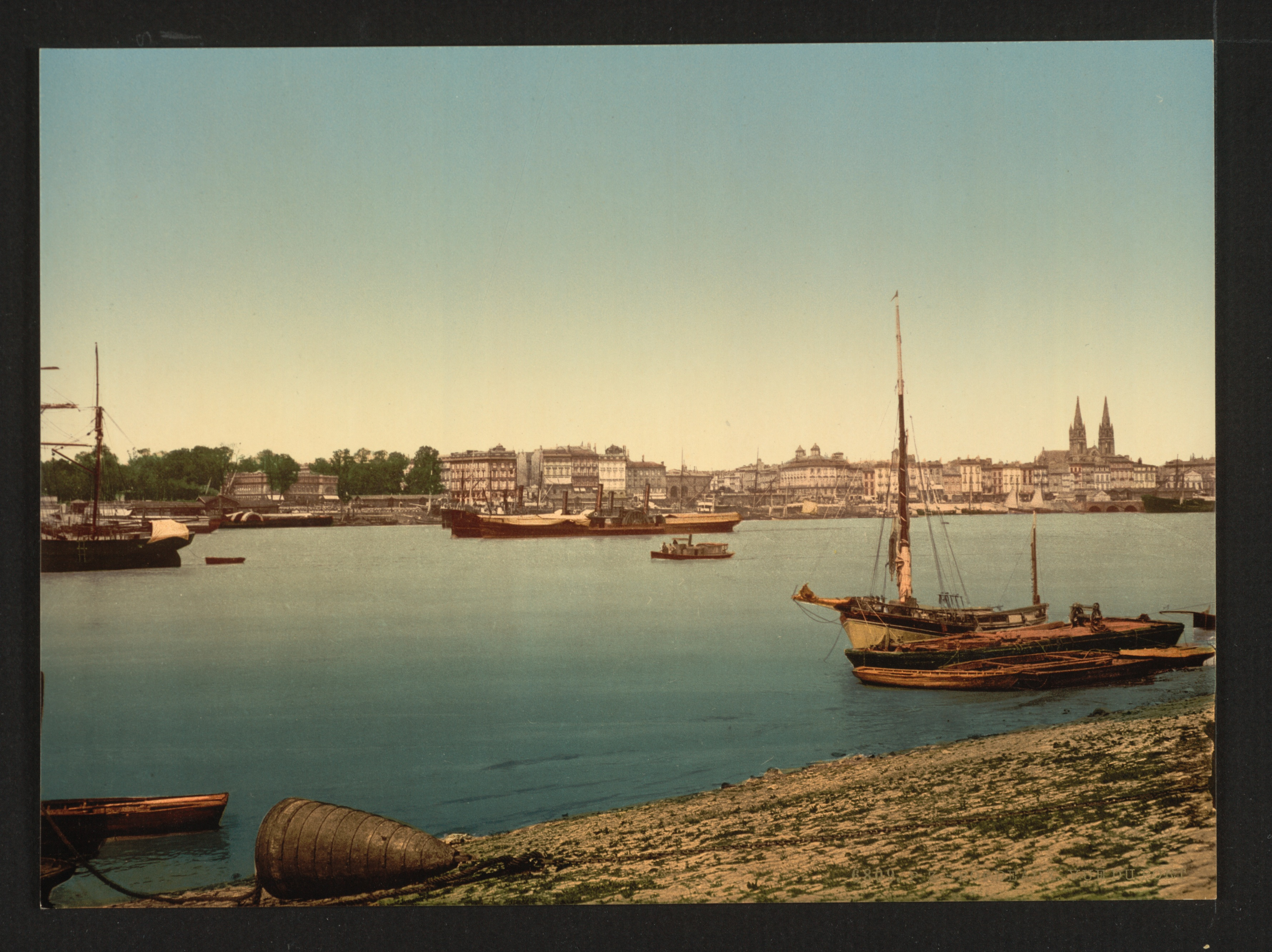
Il porto di Bordeaux tra il 1890 e il 1900

A partire dal 1840, la città ridiventa un grande porto coloniale e commercia di nuovo con l'Africa. Alla fine del secolo, la città si industrializza con delle fabbriche chimiche, metallurgiche, alimentari e con oleifici. Allo stesso tempo la fillossera colpisce i vigneti.
Negli anni che seguirono la guerra del 1870, il corpo della Santé de la Marine (Salute della Marina) conoscerà una crisi e un declino delle sue tre scuole. È nel 1890 che il progetto del Ministro Barbey fu adottato, progetto che prevedeva la creazione di una Scuola del Service de Santé pour la Marine (Reparto della Sanità per la Marina), poi di una Facoltà di Stato e l'esistenza di tre annessi.
È a Bordeaux, il 5 novembre 1890, che viene inaugurata la Scuola Principale del Reparto della Sanità della Marina e delle Colonie in un vecchio manicomio. Ha per missione quella di formare dei medici e dei farmacisti. L'ubicazione della Scuola doveva essere provvisorio ma diventa definitiva con la costruzione d'uno stabilimento sul corso Saint-Jean (San Giovanni) e di un altro sulla via Ferbos.

### Le due guerre
Durante la prima guerra mondiale, essendo Parigi minacciata dall'avanzata delle armate tedesche, il governo francese ripiegò verso Bordeaux. La città conobbe allora una certa prosperità grazie alle industrie d'armamento. Nel 1917, la città diventò il punto di passaggio dei soldati degli Stati Uniti d'America. All'epoca era anche la città dell'Action française e delle leghe che rendevano il clima politico agitato.
La seconda guerra mondiale segna un nuovo periodo di sofferenze per Bordeaux. La città diventa nel 1940 la sede del governo. Nel giugno 1940, quando il governo francese si appresta a firmare l'armistizio, il console del Portogallo a Bordeaux, Aristides de Sousa Mendes rilascia quasi 30.000 visti a rifugiati che fuggono davanti all'avanzata dell'esercito tedesco. La città è in seguito occupata dai nazisti con la zelante collaborazione del prefetto Papon. Il porto di Bordeaux acquisisce durante la guerra un ruolo nuovo e importante nell'economia di guerra del Reich. Una base sottomarina in calcestruzzo viene costruita (utilizzata anche dai sommergibili italiani, vedi Betasom) e dei cargo forzano il blocco britannico per approvvigionare la Germania di materie prime (particolarmente gomma naturale) provenienti dall'Estremo Oriente. Il sindaco di Bordeaux, Adrien Marquet, s'impegna nella collaborazione al fianco di Marcel Déat con il quale aveva fondato prima della guerra il partito dei neo-socialisti, vicini alle idee fasciste.

### Tempi moderni
Nel 1947 Jacques Chaban-Delmas, generale della Resistenza, diventa sindaco e industrializza la città a causa del crollo dei commerci. Resterà sindaco fino al 1995, anno in cui Alain Juppé ottenne il posto di sindaco, cercando di ridare prestigio alla città, avviando un rinnovamento generale attraverso il recupero di alcuni quartieri e la costruzione di una tranvia. Dagli anni 2000 la città si è modernizzata e la regione metropolitana di Bordeaux Métropole sta vivendo una forte crescita demografica, in particolare dei dirigenti parigini attratti da una migliore qualità della vita.

### Simboli
Lo stemma della città si blasona:
Nella antica arme della città di Bordeaux, i gigli rappresentano le armi dei re di Francia; il leopardo richiama le armi della provincia di Guyenne di cui Bordeaux era la capitale; il castello riproduce l'antico municipio di cui rimane oggi solo la torre campanaria (la Grosse Cloche); la mezzaluna raffigura la curva descritta dalla Garonna davanti alla città: il porto così configurato era ed è tuttora chiamato le Port de la Lune, "Porto della Luna"; le acque del fiume bagnano le torri del municipio.
Le mezzelune intrecciate che sono le piccole armi o la cifra di Bordeaux hanno come origine la mezzaluna simbolica che figura da sola nelle armi della città. Furono anche le cifre di Diana di Poitiers. Non le si trova prima della metà del XVII secolo. Nel XVIII secolo le si trova frequentemente, ad esempio sul frontone della fontana Saint-Projet del 1736.
Oggigiorno figurano un po' dovunque e marcano discretamente tutto quello che è proprietà della città.
Come corona, Bordeaux ha una corona murale a sette merli (città di primo ordine) d'oro. Come supporti: due antilopi bianche incatenate con collare a corona gigliata in oro.
Il suo motto è in latino: Lilia sola regunt lunam, undas, castra, leonem, "I gigli, da soli, reggono la luna, le onde, il castello e il leone".

## Monumenti e luoghi d'interesse

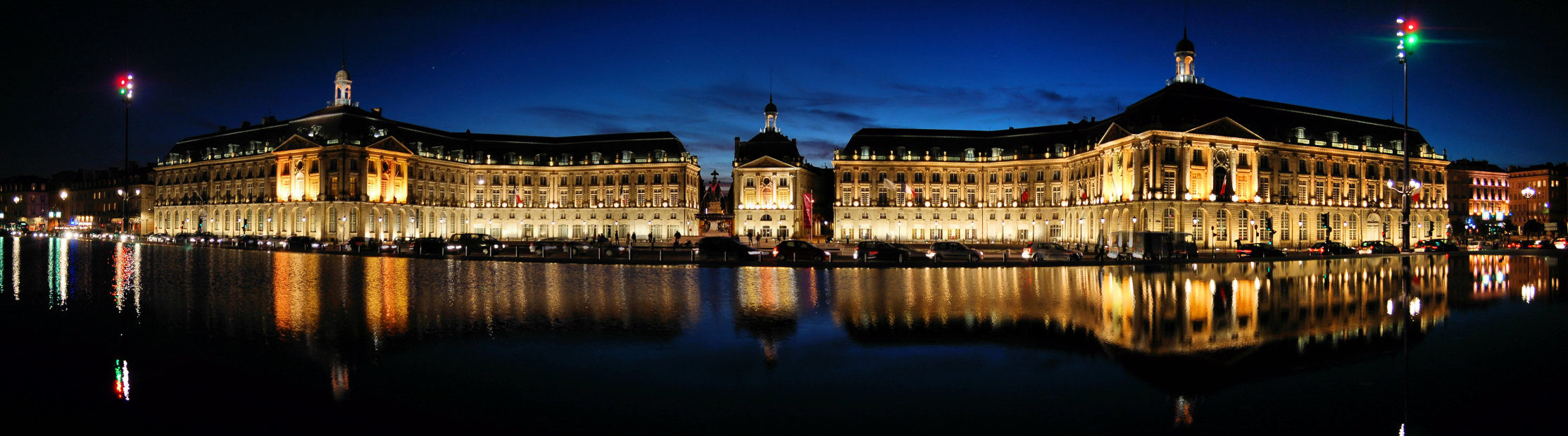
Piazza della Borsa di notte

### Architetture religiose

Cattedrale Sant'Andrea

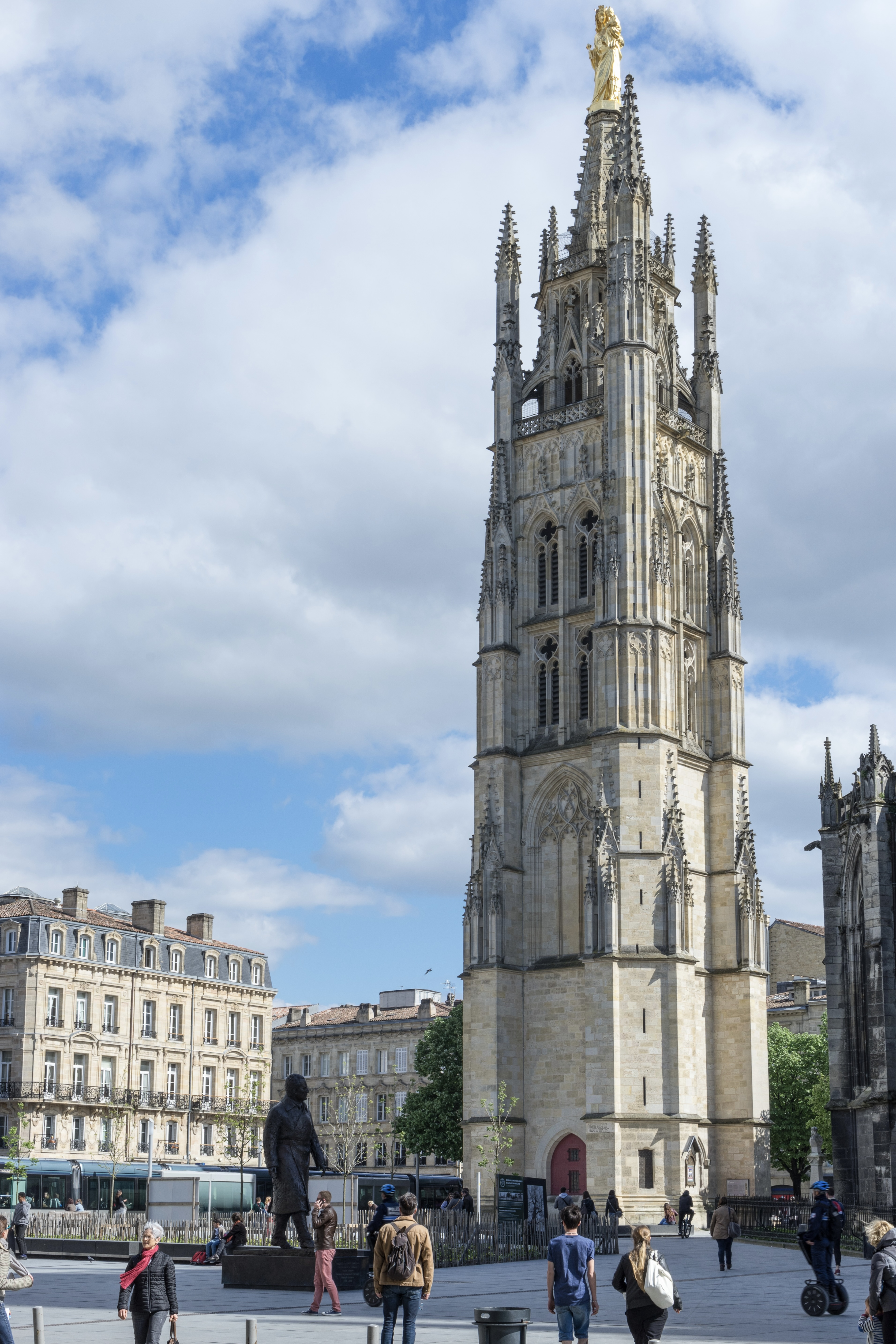
La torre Pey Berlan, il campanile della cattedrale di St. André

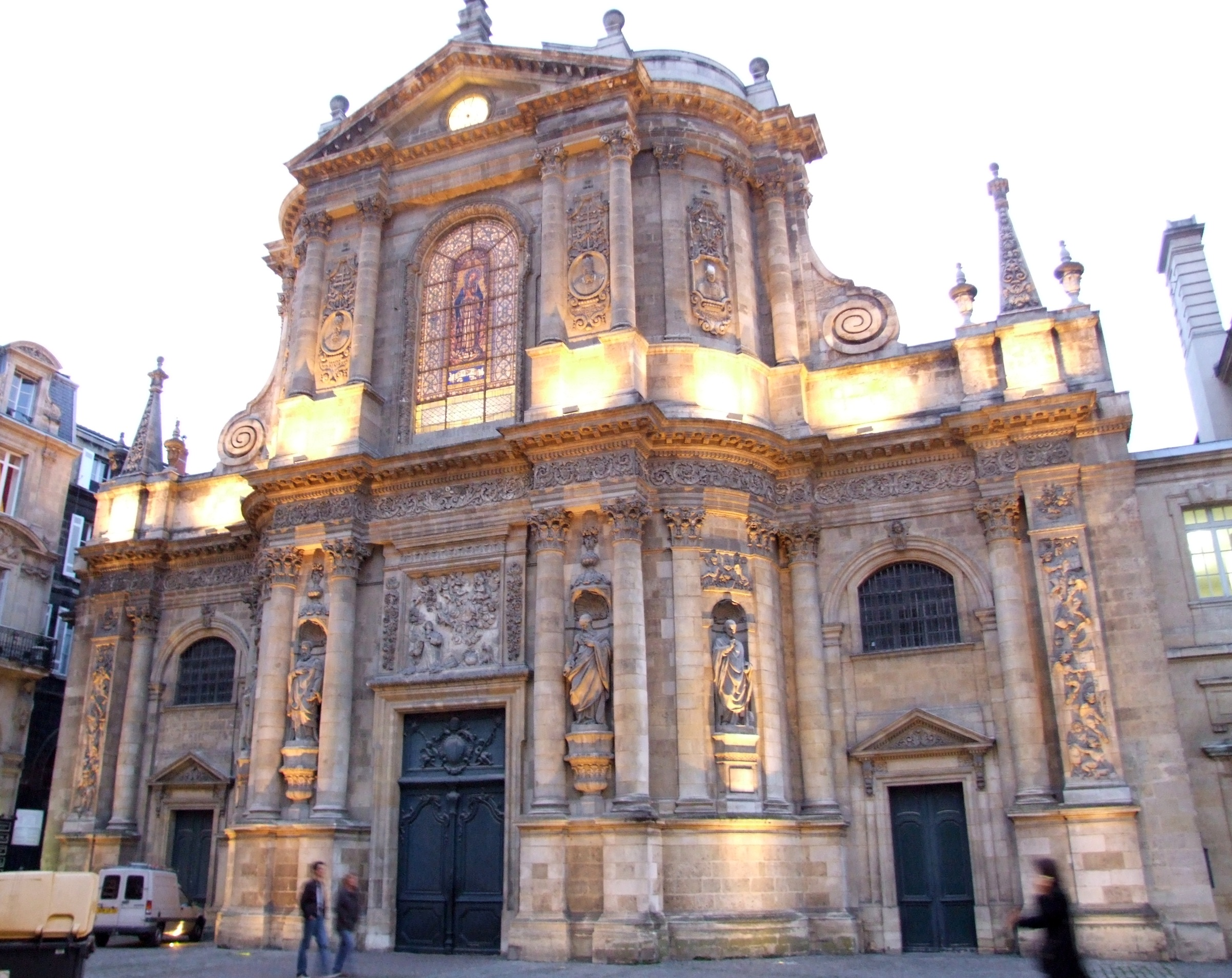
Chiesa di Notre Dame

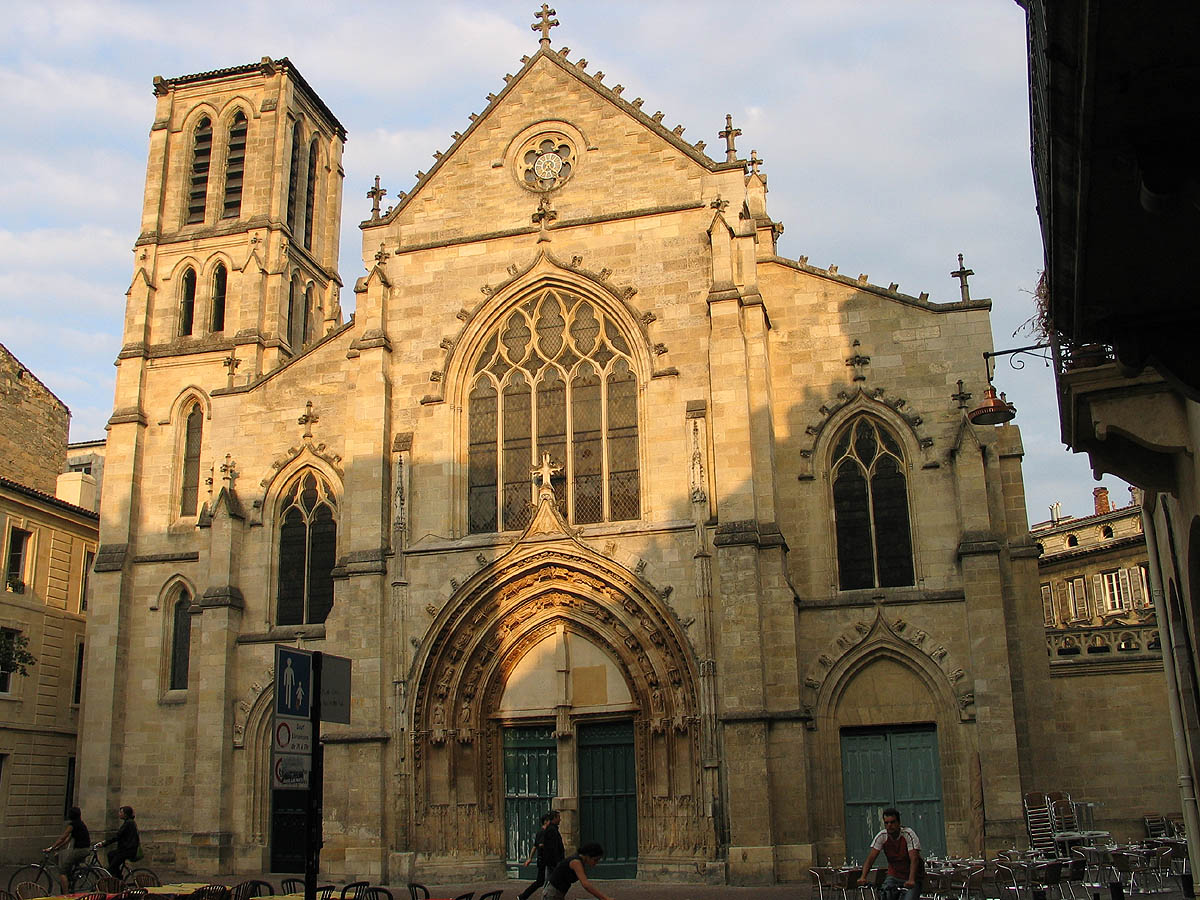
La chiesa di Saint Pierre

- Cattedrale di Sant'Andrea, consacrata da papa Urbano II nel 1096. Il progetto prevedeva la costruzione di quattro torri, ma il suolo paludoso che minacciava di non sostenerne il peso permise la realizzazione solo di due. Nella prima metà del XIII secolo vi fu aggiunto il portale gotico della "Porte Royale". Tra il 1440 e il 1450 vi fu costruita la torre Pey-Berland, isolata dal resto dell'edificio.
- Chiesa di Santa Croce, antica chiesa abbaziale del XII secolo-XIII secolo, per l'abbazia fondata nell'VIII secolo e distrutta e ricostruita a più riprese. La chiesa venne ricostruita nelle forme originali nel XIX secolo, aggiungendo un campanile simmetrico all'unico originale sulla sinistra della facciata.
- Basilica di Saint-Seurin, antica chiesa fondata nel VI secolo. L'edificio attuale, di stile romanico, risale al XII secolo.
- Basilica di San Michele, costruita in stile gotico a partire dalla fine del XIV secolo e completata nel XVI secolo. Le vetrate andarono distrutte nei bombardamenti del 1940. Il campanile isolato alto 114,60 metri, venne costruito nel XV secolo.
- Chiesa di Saint-Bruno, costruita in stile barocco per i Certosini a partire dal 1611 e decorata con affreschi seicenteschi e un maestoso altare maggiore marmoreo abbellito da un dipinto di Philippe de Champaigne.
- Chiesa di Saint-Paul-Saint-François-Xavier, costruita in stile barocco tra il 1661 e il 1673 per i Gesuiti.
- Chiesa di Notre Dame, costruita in stile barocco per i domenicani tra il 1684 e il 1707, su progetto dell'architetto Pierre Duplessy-Michel.

### Architetture civili

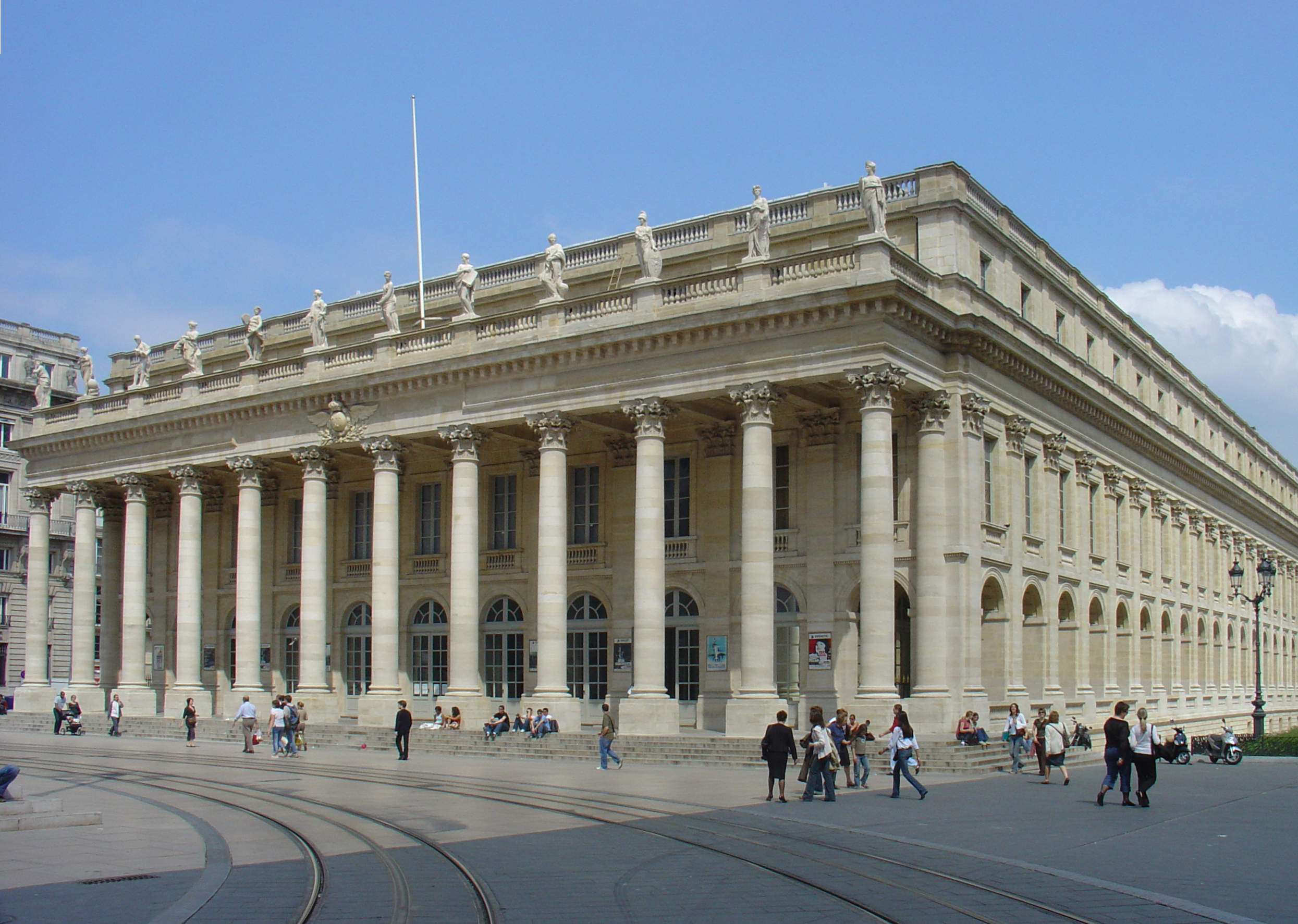
Il Gran teatro del Settecento

- Palazzo Rohan, costruito come residenza per l'arcivescovo di Bordeaux Ferdinand Maximilien Mériadec de Rohan tra il 1771 e il 1784 ad opera degli architetti Joseph Étienne e in seguito Richard Bonfin. Fu in seguito residenza di Napoleone I e dal 1835 è sede del municipio.
- Gran Teatro, teatro all'italiana, capolavoro di stile neoclassico edificato su piazza della Commedia, antico foro romano, ad opera dell'architetto Victor Louis tra il 1773 e il 1780.
- Piliers de Tutelle: colonnato romano di età severiana, distrutto nel 1677.
- Palazzo di Gallieno, nome con cui sono conosciuti i resti di un anfiteatro romano

### Porte

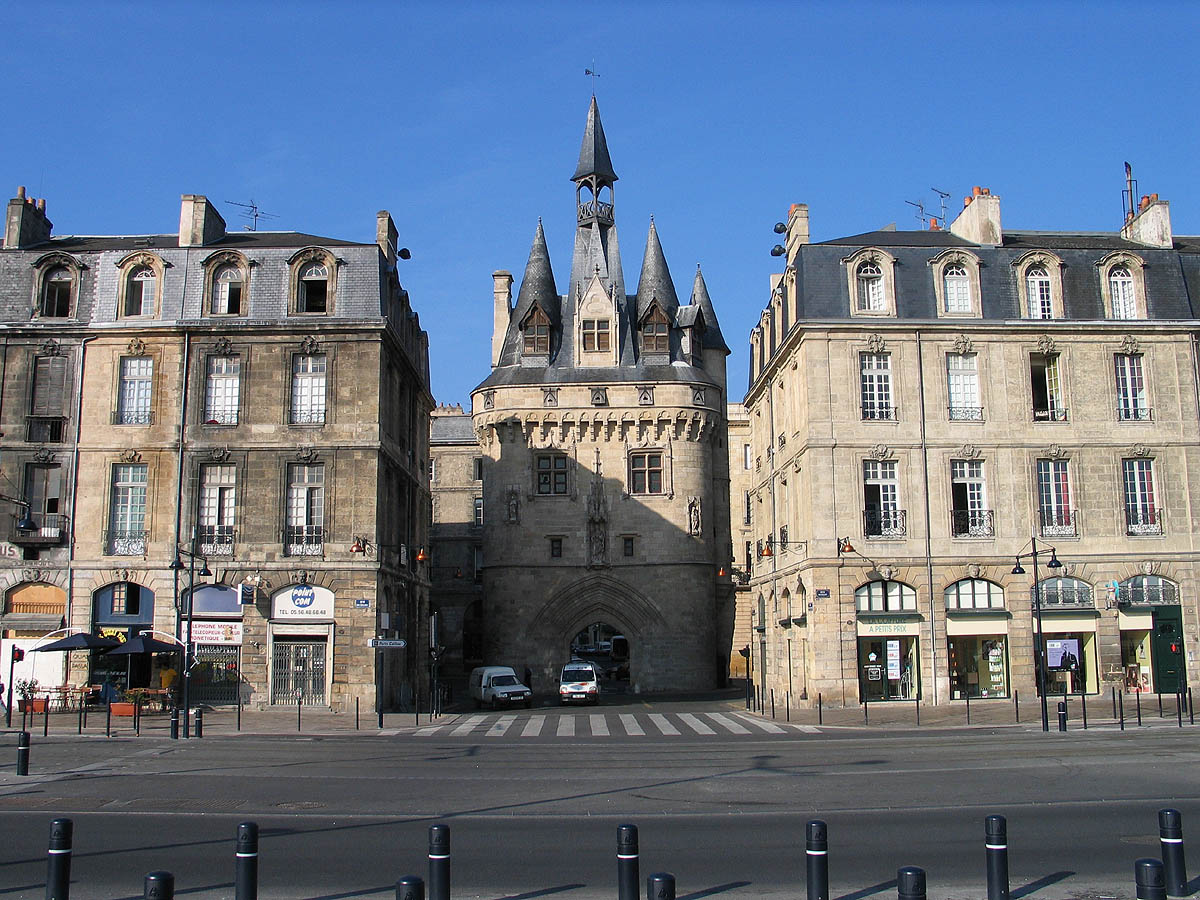
Porte Cailhau

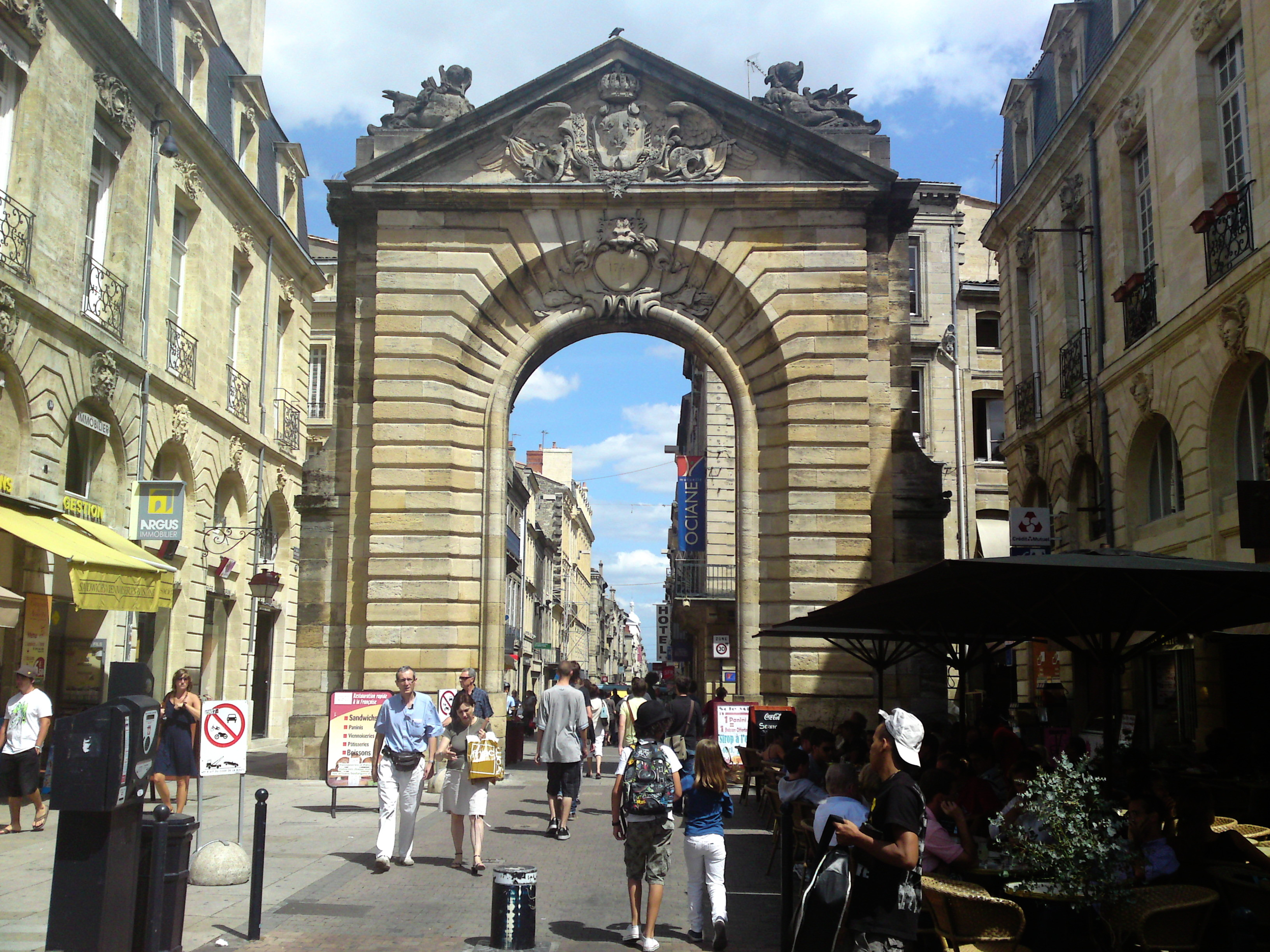
Porta Dijeaux

- Porta Cailhau: antica porta cittadina delle mura medioevali, costruita alla fine del XV secolo, in occasione della vittoria ottenuta dal re Carlo VIII alla battaglia di Fornovo nel 1495. In origine ornata di bassorilievi oggi conservati al Museo d'Aquitania.
- Grosse Cloche o porta Saint Eloi: nome di un'altra porta cittadina delle mura medioevali, edificata nel XV secolo al posto della duecentesca porta di Sant'Eligio. Composta da due torri circolari collegate al centro, ospita una campana del 1775 pesante 7.800 kg e un orologio del 1759.
- Porta Dijeaux, costruita in stile classicista da André Portier tra il 1748 e il 1753 e situata all'ingresso occidentale della città.
- Porta d'Aquitania, costruita in stile classicista tra il 1749 e il 1754.
- Porta di Borgogna, situata di fronte al Ponte di Pietra, fu costruita sul modello degli archi di trionfo romani nel 1757.
- Porta della Monnaie, costruita in stile classicista da André Portier tra il 1758 e il 1759 e situata sulla riva della Garonna.

### Altro

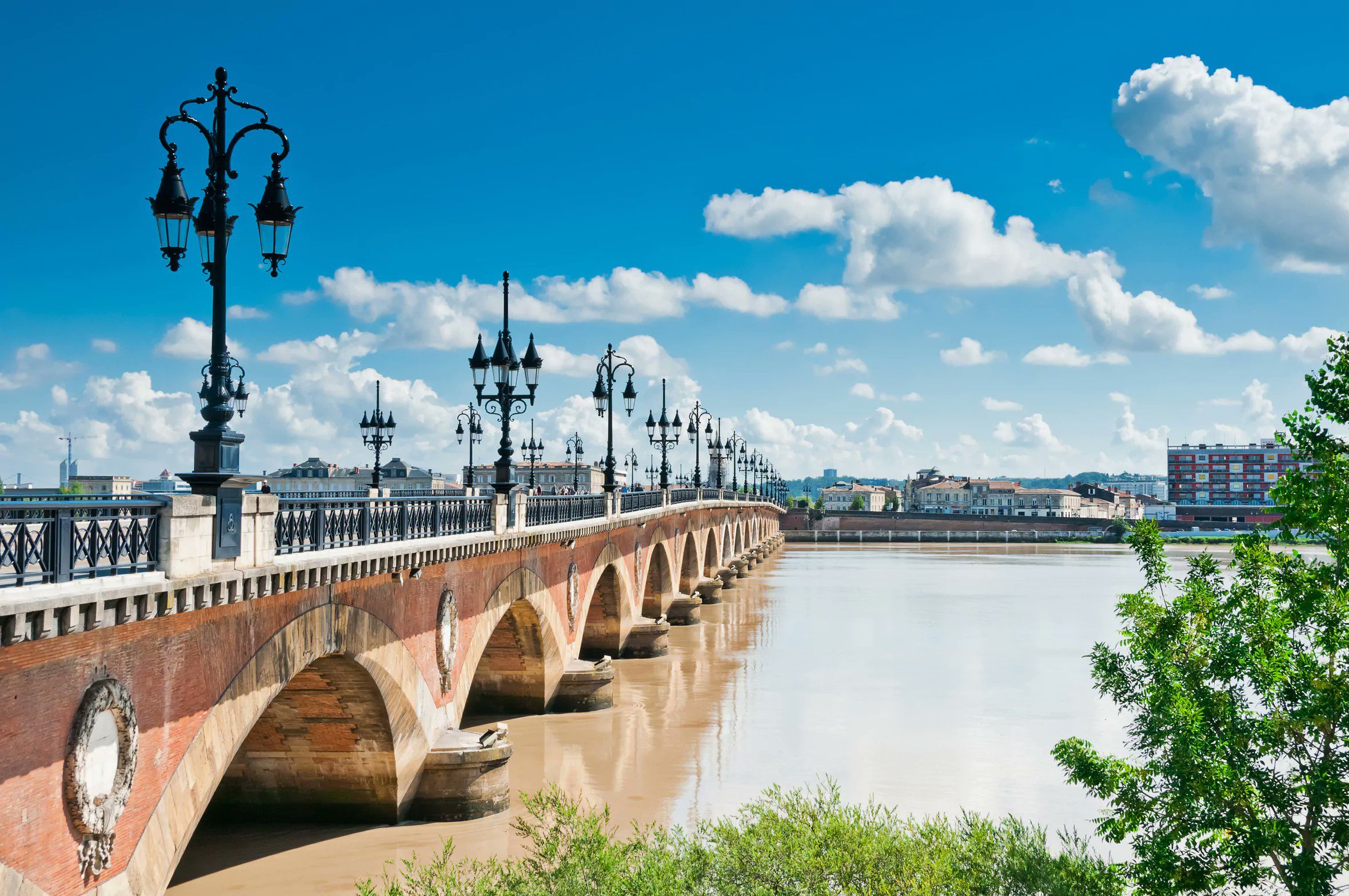
Ponte di pietra

- Ponte di pietra, che collega la riva destra cittadina con il quartiere della Bastide. Primo ponte sulla Garonna, lungo 487 metri, venne costruito sotto Napoleone I tra il 1810 e il 1822.
- Passerelle Gustave Eiffel, ponte ferroviario metallico di 509 metri costruito tra il 1858 e il 1860 l'una delle prime opere di Gustave Eiffel, protetto come monumento storico dal 2010.
- Ponte Jacques-Chaban-Delmas: moderna e scenografica struttura sulla Garonna, inaugurata a marzo 2013.
- Place de la Bourse, realizzata dall'architetto reale Ange-Jacques Gabriel tra il 1730 e il 1775 (inaugurata nel 1749), aprendo una breccia nelle mura medioevali per fare da sontuoso sfondo alla statua del re Luigi XV, poi distrutta in occasione della Rivoluzione francese.
- Place de la Victoire: ideata dall'intendente di Bordeaux Louis-Urbain-Aubert de Tourny nella seconda metà del XVIII secolo. Punto d'incontro di studenti e centro nevralgico della città.
- Place des Quinconces: creata all'inizio del XIX secolo lungo la Garonna è la più grande piazza di Francia, coprendo 120.000 m². Due colonne rostrate (alte 21 metri) di fronte alla Garonna vennero costruite da Henri-Louis Duhamel du Monceau nel 1829. Il monumento principale della piazza è il Monumento ai Girondini: di stile eclettico e alto 54 metri fu eretto tra il 1894 e il 1902.

- Allées de Tourny, largo viale piantato di alberi costruito per volontà dell'intendente Tourny tra il 1743 e il 1757.
- Rue Sainte-Catherine: la strada pedonale e commerciale più lunga d'Europa, con più di 250 punti vendita e 1200 metri di estensione.
- Parc bordelais: il parco più grande di Bordeaux, inaugurato nel 1888. Situato nella zona occidentale della città, ospita un gran numero di specie vegetali e animali.
- Giardino pubblico: giardino all'inglese inaugurato nel 1746. Ospita un orto botanico e l'erbario del museo di storia naturale.

## Società

### Evoluzione demografica
Abitanti censiti

## Cultura

### Musei
- Museo di Belle Arti : espone opere del Perugino, di Tiziano, Paolo Veronese, Pietro da Cortona, Van Dyck, Rubens, Jordaens, Frans Hals, Claude Lorrain, Chardin, Delacroix, Corot, Redon, Seurat, Renoir, Toulouse-Lautrec, Matisse, Braque e Picasso.
- Museo di Aquitania : espone oggetti ed opere d'arte legate alla storia di Bordeaux e della sua regione dalla Preistoria all'epoca moderna (come il cenotafio rinascimentale di Montaigne). Contiene collezioni archeologiche (preistoriche, romane, medievali) e oggetti extraeuropei (Africa, Oceania).
- Museo delle Arti Decorative: occupa l'hôtel Lalande, un hôtel particulier del 1779 di stile neoclassico. Espone collezioni di arte decorative (ceramica, mobili, argenteria etc.) antica e moderna.
- CAPC Musée d'art contemporain: il museo d'arte contemporanea di Bordeaux che occupa un deposito delle dogane costruito agli inizi del XIX secolo. Possiede ricche collezioni riguardando il Land Art, l'arte povera, l'arte concettuale e il movimento Supports/surfaces. Vi si organizzano numerose mostre d'artisti contemporanei.
- Museo di storia naturale: creato nel 1811 è uno dei più antichi di Francia, occupa un edificio neoclassico nel parco pubblico della città.
- Città del Vino: vi si trova un grande parco a tema dedicato al vino ed in particolare al celebre Bordeaux; il museo si espande su 3000 metri quadrati divisi in 19 spazi tematici, senza contare ristoranti e wine bar[8].

### Istruzione

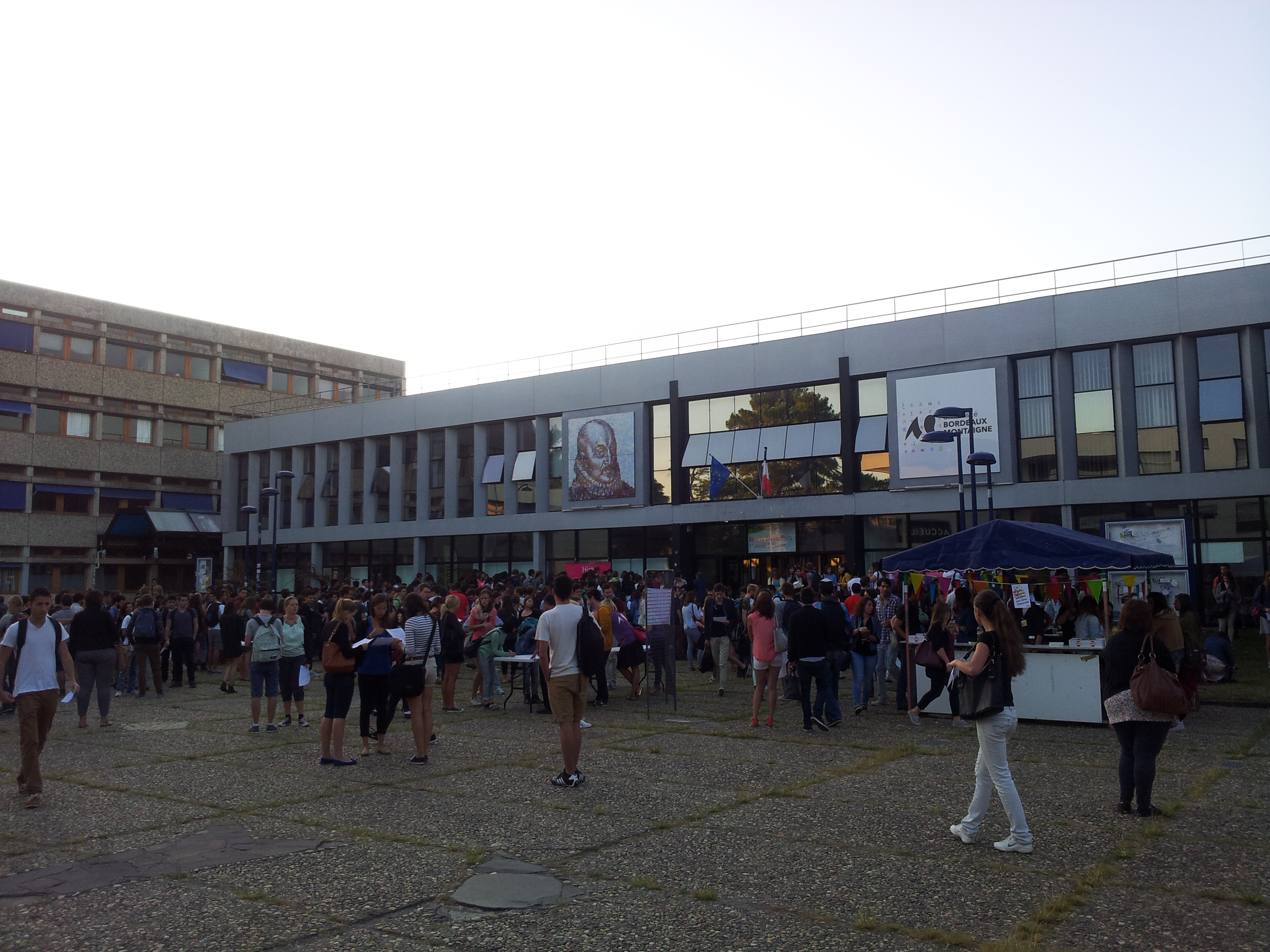
Università Michel de Montaigne, edificio amministrativo

- École nationale supérieure d'électronique, informatique, télécommunications, mathématiques et mécanique de Bordeaux
- École pour l'informatique et les nouvelles technologies
- E-Artsup
- ESME Sudria
- Institut supérieur européen de gestion group
- Institut supérieur européen de formation par l'action
- Institut national de recherche en informatique et en automatique
- Kedge Business School
- Università Bordeaux I
- Università Bordeaux II
- Università Michel de Montaigne Bordeaux 3
- Università Bordeaux IV
- École nationale de la magistrature

### Altre istituzioni culturali
L'Osservatorio astronomico di Bordeaux fu fondato nel 1878 e partecipò al progetto della Carte du Ciel.

## Amministrazione

### Sindaci di Bordeaux
| 1944-1947 | Fernand Audeguil      | SFIO               |
| 1947-1995 | Jacques Chaban-Delmas | UDR/RPR            |
| 1995-2004 | Alain Juppé           | RPR/UMP            |
| 2004-2006 | Hugues Martin         | UMP                |
| 2006-2019 | Alain Juppé           | UMP/I Repubblicani |
| 2019-2020 | Nicolas Florian       | I Repubblicani     |
| 2020-     | Pierre Hurmic         | EELV               |

### Cantoni
Fino al 2014 la città di Bordeaux è stata suddivisa in 8 cantoni dell'Arrondissement di Bordeaux.
I primi 7 cantoni comprendevano parti della città di Bordeaux, l'ottavo comprendeva quella parte della città di Bordeaux che era il comune di Caudéran, unito alla città di Bordeaux nel 1965.
A seguito della riforma approvata con decreto del 20 febbraio 2014, che ha avuto attuazione dopo le elezioni dipartimentali del 2015, il numero di cantoni è stato ridotto da 8 a 5.
- Cantone di Bordeaux-1
- Cantone di Bordeaux-2
- Cantone di Bordeaux-3
- Cantone di Bordeaux-4
- Cantone di Bordeaux-5

ciascuno comprendente parte del territorio comunale di Bordeaux. Nessun altro comune è incluso nei 5 cantoni.

### Gemellaggi
- Bristol, dal 1947
- Lima, dal 1957
- Québec, dal 1962
- Monaco di Baviera, dal 1964
- Los Angeles, dal 1968
- Porto, dal 1978[10]
- Fukuoka, dal 1982
- Madrid, dal 1984
- Ashdod, dal 1984
- Casablanca, dal 1988
- Wuhan, dal 1998
- Orano, dal 2003

### Accordi di cooperazione
- San Pietroburgo, dal 1992
- Cracovia, dal 1993

## Sport
L'omonima società calcistica ha vinto 6 titoli francesi, e milita attualmente in Championnat National 2, la quarta serie del campionato francese di calcio.
L'Union Bordeaux Bègles rappresenta le città di Bordeaux e Bègles nel TOP14, la massima serie del Campionato francese di rugby a 15. Può vantare 9 titoli nazionali.